# Minou Tavárez Mirabal

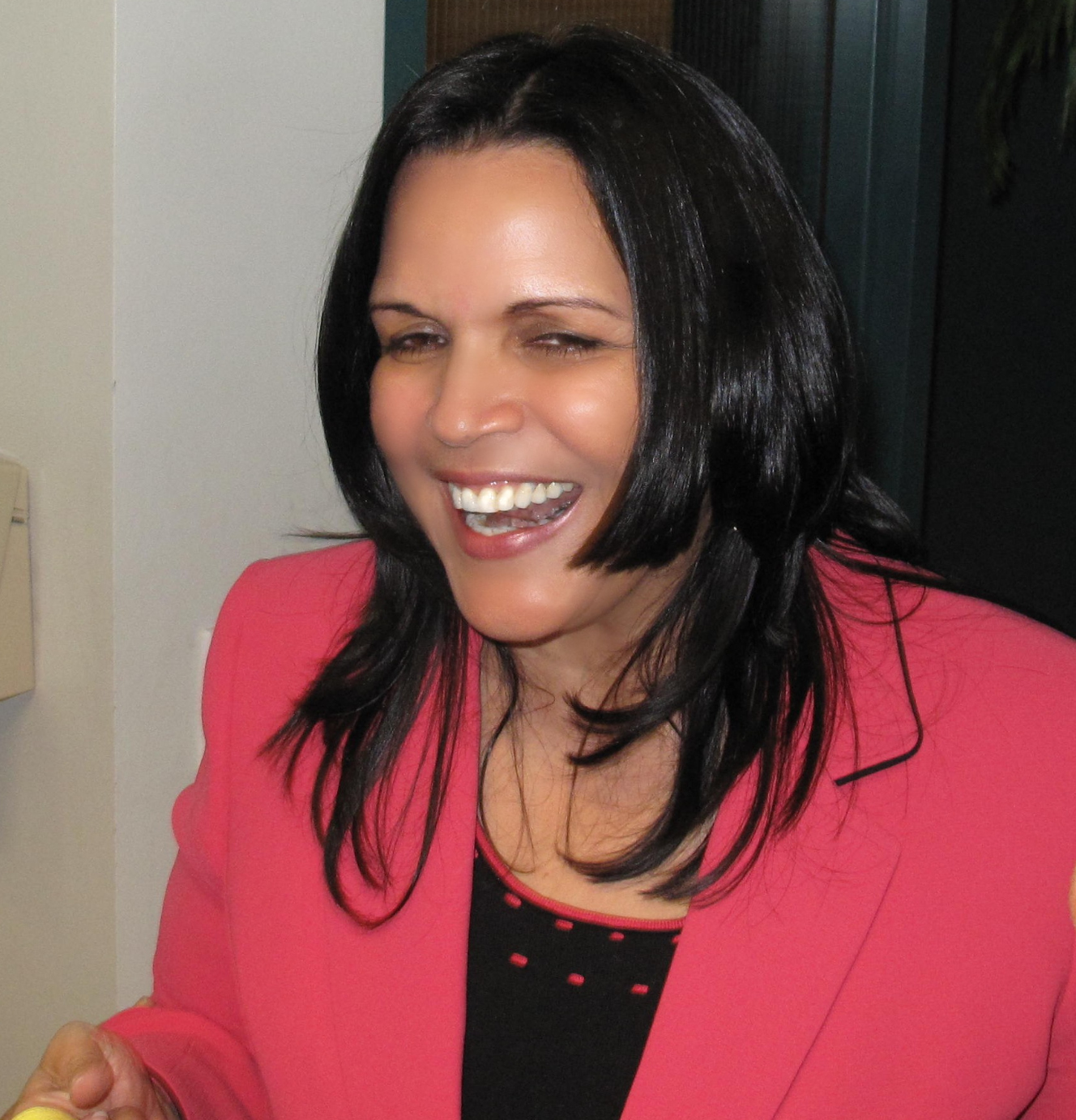
Minou Tavárez 2008

Minerva Josefina Tavárez Mirabal (geb. 31. August 1956 in Ojo de Agua, Hermanas Mirabal, Dominikanische Republik), bekannt unter ihrem Kosenamen Minou, ist eine dominikanische Philologin, Professorin und Politikerin. Sie ist seit 2002 Abgeordnete für den Distrito National in der Abgeordnetenkammer und war von 1996 bis 2000 stellvertretende Außenministerin der Dominikanischen Republik.
Tavárez war bei der Präsidentschaftswahl in der Dominikanischen Republik 2016 Kandidatin für die Parteien Alliance for Democracy und Democratic Choice.

## Jugend und Familie
Minous Eltern sind die dominikanischen Rechtsanwälte und Aktivisten María Argentina Minerva Mirabal und Manuel Aurelio Tavárez Justo. Diese hatten 1960 die Geheimbewegung 14. Juni gegründet, die den Diktator Rafael Trujillo stürzen sollte. Ihre Mutter wurde 1960 durch die Diktatur ermordet, ihr Vater 1963 durch das Triumvirat, die dreiköpfige Junta, die 1963 die legitime Regierung unter Juan Bosch gestürzt hatte. So wurde Minou 1963 mit sieben Jahren Waise. Ihre Eltern wurden als Märtyrer und Nationalhelden angesehen.
Tavárez ist Cousine und Pflegeschwester von Jaime David Fernández Mirabal, eines ehemaligen Vizepräsidenten der Dominikanischen Republik.
Minou Tavárez besuchte die Grundschule Nuestra Señora del Sagrado Corazón de Jesús de Salcedo. Sie lernte Sprachen, insbesondere Französisch und Englisch in Côte-des-Neiges, Kanada. Sie hat einen Abschluss in Philologie und einen Abschluss der Universität von Havanna und einen Abschluss in Lateinamerikanischer Literatur. Des Weiteren hat sie einen Master in Öffentlicher Verwaltung des Instituto Universitario de Investigación Ortega y Gasset an der Universität Complutense Madrid, Spanien.
Sie war mit dem Architekten Doroteo Rodriguez verheiratet und ist eine Mutter von zwei Kindern, Camila und Manuel Aurelio Minerva.

## Wissenschaftliche Karriere
Minou Tavárez war Professorin und Direktorin der Fakultät für Spanische Sprache der Universidad APEC (UNAPEC) in Santo Domingo, Dominikanische Republik. Sie arbeitete als Forscherin für Dominikanische Literatur am Centro de Estudios del Caribe (CEC) und für Hispanische Literatur am Centro de Investigaciones Literarias (CIL) des Casa de las Américas in Havanna, Kuba.

## Politische Karriere
Minou Tavárez war von 1996 bis 2000 stellvertretende Außenministerin der Dominikanischen Republik. Für die Zeit von 2002 bis 2006 war sie Repräsentantin im Kongress der Dominikanischen Republik und wurde für die Perioden 2002–2006 und 2010–2016 wiedergewählt. Minou Tavárez ist Präsidentin des Ausschusses für Auswärtiges und internationale Kooperation des Repräsentantenhauses und Mitglied mehrerer anderer Ausschüsse.
Sie war Vizepräsidentin der Confederación de Parlamentarios de las Américas (COPA) und Mitglied des Comité Ejecutivo de Parlamentarios para la Acción Global (PGA).
2011 brachte sie das Buch „El Camino que Traigo Conmigo“ heraus, in dem Reden und Artikel zusammengestellt sind.
Von 1995 bis 2014 war sie Mitglied der Partido de la Liberación Dominicana (PLD). Am 23. August 2015 präsentierte sie ihre eigene Partei Opción Democrática. Als Ziele der neuen Partei wurden angegeben „Verringerung der Ungleichheit, Beseitigung der Armut, unabhängige Justiz, Achtung der Minderheiten, Nichtdiskriminierung, Garantie individueller Rechte, wirtschaftliche Entwicklung, faire Einkommensverteilung und die Ausübung von Politik als Dienst für das Gemeinwohl“.
Seit 2019 ist Minou Tavárez Mirabal stellvertretende Vorsitzende der kleinen Bürgerrechtspartei Alianza País.